# Западина Арго
Западина Арго (англ. Argo Chasma) — ущелина на Хароні – супутнику Плутона. Завдовжки близько 355 км. Названо МАСом на честь корабля «Арго» 11 квітня 2018. 